# لويس جونسون (شاعر)
لويس جونسون (بالإنجليزية: Louis Johnson)‏ هو شاعر نيوزيلندي، ولد في 27 سبتمبر 1924، وتوفي في 1 نوفمبر 1988.

## وصلات خارجية
- لويس جونسون على موقع الموسوعة البريطانية (الإنجليزية)